# 隆德府
隆德府，北宋时设置的府。
崇宁三年（1104年）升潞州置，治所在上党县（即今山西省长治市）。辖境相当今山西省襄垣、黎城、潞城、屯留、长子、长治、壶关、平顺及河北省涉县等地。金朝时，复改置为潞州。元朝初年，又改为隆德府，元太宗三年（1231年）又改为潞州。 